# Fediverso

Propuesta de logo más utilizada en representación del Fediverso desde 2018

Asterismo (⁂), símbolo propuesto en agosto de 2024 para representar al Fediverso

El Fediverso (acrónimo de «federación» y «universo») es un conjunto de servicios de redes sociales capaces de comunicarse entre sí (lo que se denomina federación), usando protocolos de comunicación estandarizados como lo es ActivityPub.
La federación permite tener distintos servidores independientes del Fediverso, llamados «instancias» o «nodos», que ofrecen servicios de redes sociales, blogging, o sitios web a la vez que permite que sus usuarios intercambien información entre servidores.

## Diseño
La mayoría de las plataformas del Fediverso son redes sociales libres dado que funcionan con software libre y de código abierto. Al ser el Fediverso un sistema descentralizado y federado, las distintas instancias pueden interactuar entre sí (creando algo llamado «Fediverso conocido») y los usuarios son capaces de elegir entre las diferentes instancias o crearse la suya para registrar, gestionar su cuenta e interoperar con otras personas.
Esto funciona de forma similar al correo electrónico donde existen distintos proveedores (Gmail, Hotmail, Proton Mail, etc.) que son interoperables y capaces de comunicarse entre sí a través de un protocolo común.
Cada usuario tiene un identificador único como por ejemplo «@usuario@instancia.com». Este identificador se compone de dos partes; la primera es el nombre del usuario «@usuario», y la segunda su instancia «@instancia.com». Esto permite comunicarse con usuarios desde cualquier instancia.
Algunas instancias están enfocadas a temáticas específicas: tecnología, debate político, arte, música, videojuegos, o lugares geográficos.

## Historia de los protocolos usados

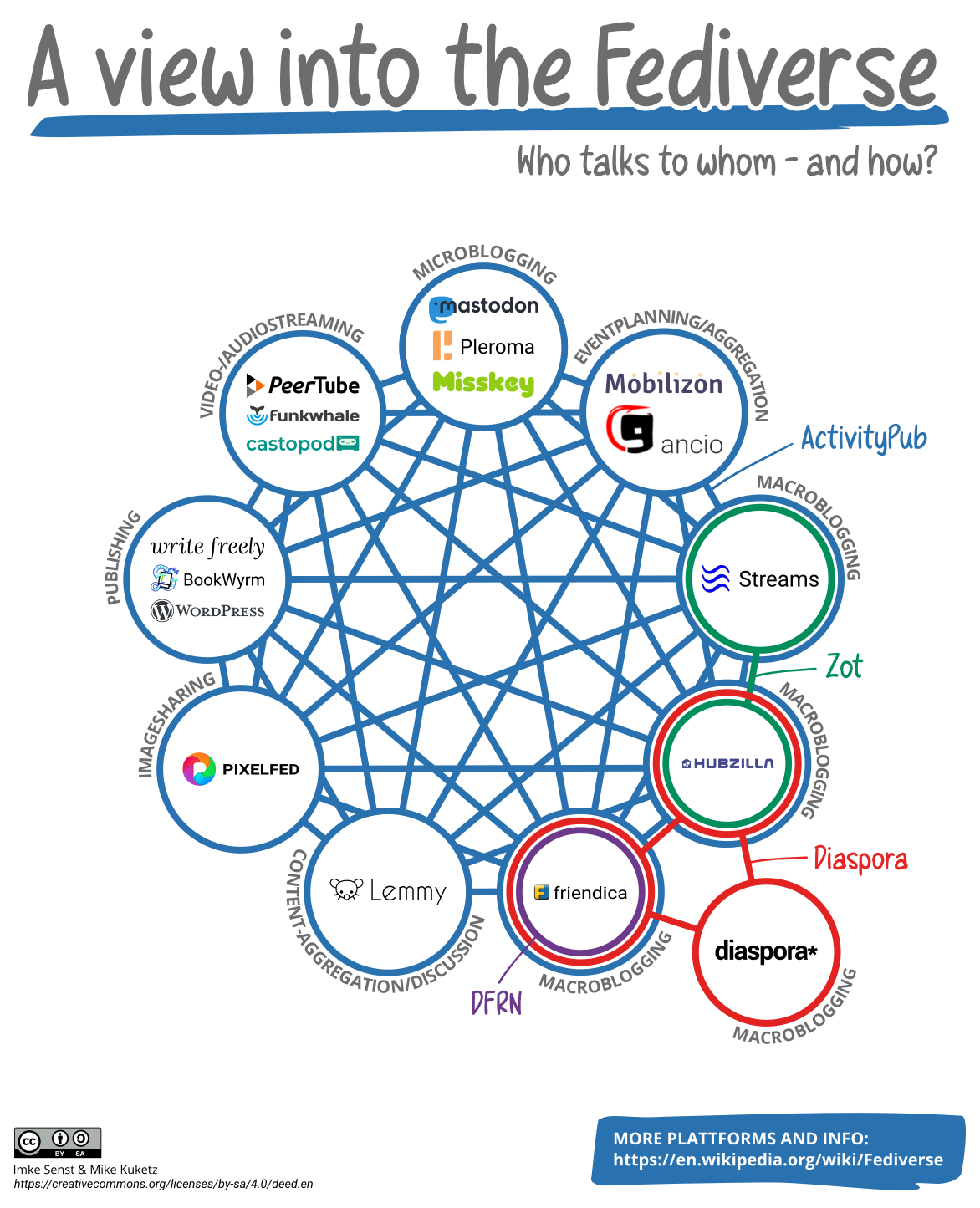
Extracto de los protocolos y plataformas comunes a Fediverso (2023)

El concepto de las redes interoperables y descentralizadas existió antes de ActivityPub y el término «Fediverso» en sí mismo. Uno de los primeros proyectos en implementar esta idea fue Laconica, una plataforma de microblogueo que implementaba un protocolo hoy en día obsoleto llamado OpenMicroBlogging para convertir el servicio en interoperable entre diferentes instancias. Laconica se renombró a StatusNet en 2009, y en 2013 un fork de este software llamado GNU Social cobraría más notoriedad.
Con el tiempo, las limitaciones de OpenMicroBlogging se hicieron más aparentes, y nacieron alternativas como OStatus como un estándar abierto para microblogueo. StatusNet implementó el protocolo OStatus el 3 de marzo de 2010, y OStatus se convirtió rápidamente en el protocolo federado más popular en uso.
A la vez que OStatus ganaba popularidad, la red de Diaspora* estaba creciendo usando su propio protocolo federado. Fue alrededor de 2017 cuando se empieza a usar el término «Fediverso» para referirse a la red formada por el software que soportaba OStatus como GNU Social, Mastodon y Friendica, a la vez que se usaba el término «La Federación» para referirse a la competencia de la red del protocolo Diaspora*.
En enero de 2018 la W3C presentó ActivityPub un protocolo de redes sociales libre y descentralizado que se recomendaba como un estándar por la propia W3C y por la Free Software Foundation. El estándar tenía como objetivo mejorar la interoperabilidad entre diferentes softwares y redes de servidores y suceder a los protocolos federados existentes.
Para 2019, casi todo el software que usaba OStatus había agregado soporte para ActivityPub, y algunos como Mastodon abandonaron el soporte de OStatus por completo para centrarse en el nuevo estándar. Desde entonces el término Fediverso se ha referido principalmente a la red de servidores conectados a través del protocolo ActivityPub.

## Plataformas de software del Fediverso

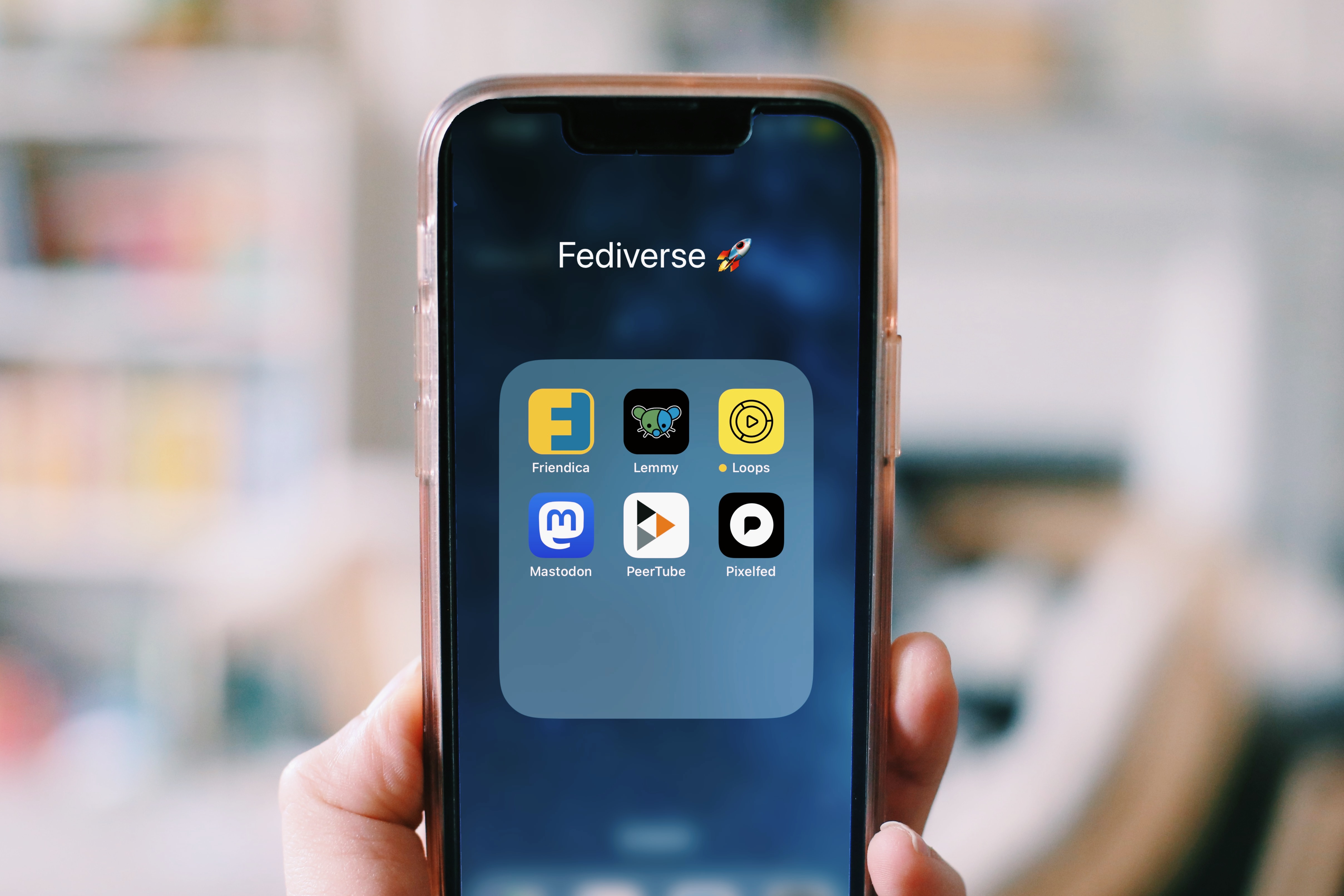
Muchas plataformas del Fediverso tienen aplicaciones para teléfonos inteligentes

Existen muchas plataformas del software en el Fediverso con propósitos muy distintos, aunque todos son interoperables entre sí, desde plataformas de microblogueo como Mastodon o Pleroma, plataformas más similares a Facebook como Friendica, o similares a Instagram como Pixelfed.
Algunos de los softwares que pueden conectarse al Fediverso a través de ActivityPub son:
- Akkoma: fork de Pleroma. [27]
- BookWyrm: software para comunidad virtual de catalogación de libros. [28]
- Drupal: sistema de gestión de contenido.
- Friendica: red social.
- Funkwhale: software de streaming de audio federado.
- GNU Social: anteriormente StatusNet, hasta el 2013, y actualmente abandonado.
- GoToSocial: software para crear instancias del Fediverso pequeñas o personales.[29]
- Hubzilla: plataforma de creación de páginas web con características descentralizadas.
- Lemmy: foro y agregador de noticias, una de las alternativas a Reddit.
- Mastodon: red social de microblogueo.
- Misskey: red social de microblogueo.
- PeerTube: software de streaming de video federado.
- Pixelfed: red social de distribución de imágenes y vídeos.
- Pleroma: red social de microblogueo.
- Threads: red social de microblogueo, aunque su integración con el Fediverso es limitada.[30]
- WordPress: sistema de gestión de contenido.
- Loops: red social de distribución de videos.[31]
- WriteFreely: software de escritura de blogs federados. [32]

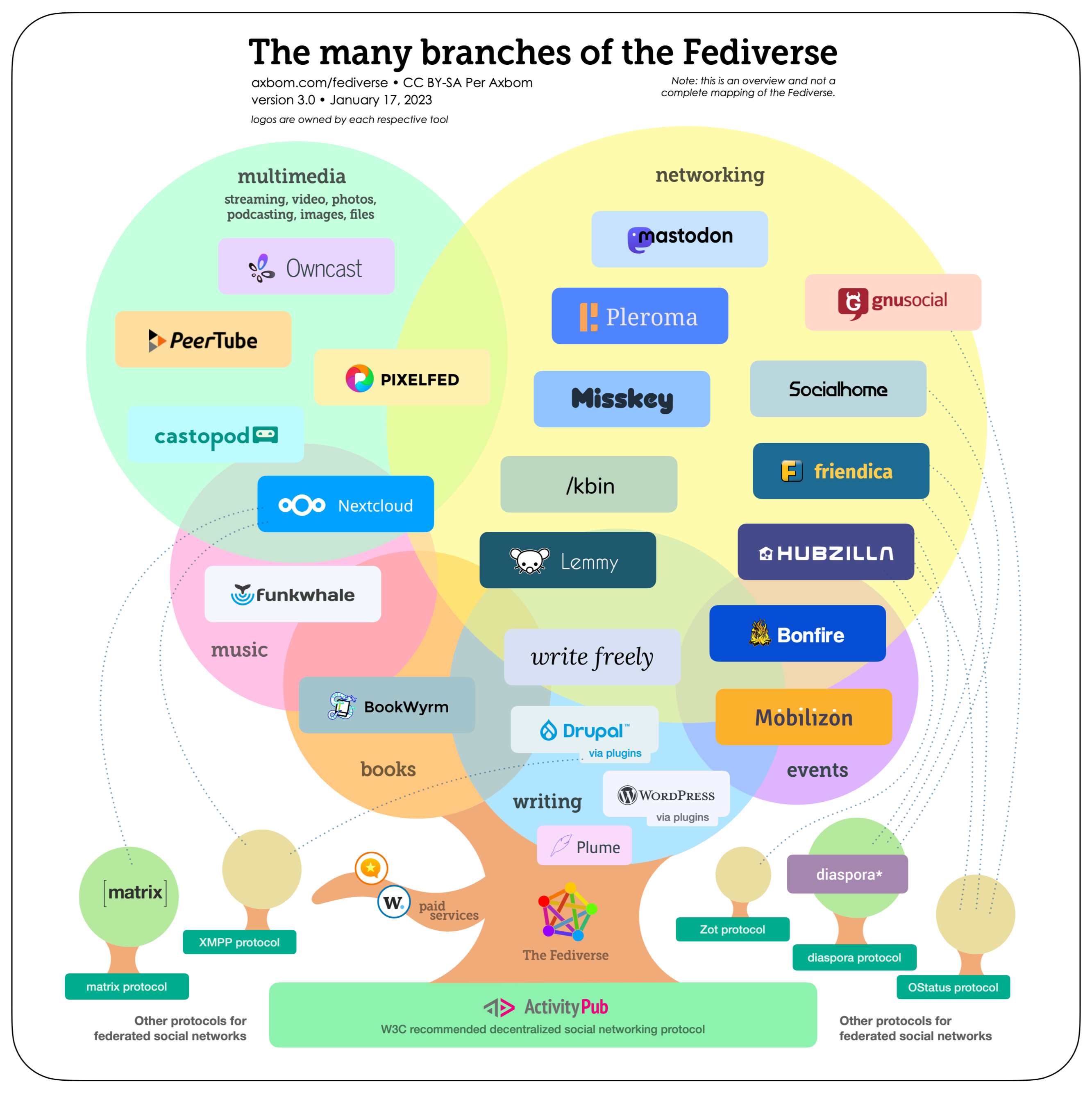
Las diversas plataformas (federadas) del Fediverso visualizadas como árbol, representando su interconexión o falta de ella.

## Adopción

### 2009 - Orígenes del Fediverso
Laconica fue un software libre de microblogueo que implementó por primera vez los principios del Fediverso, a este le sucederían StatusNet en 2009, y GNU Social en 2013. Durante estos primeros años este software era creado e impulsado por comunidades de aficionados al software libre, y su uso era poco extendido por el público mainstream.

### 2018 - Desarrollo de ActivityPub
Con el desarrollo de ActivityPub en 2018 y su posterior adopción por parte de servicios como Mastodon, Pixelfed, Lemmy, PeerTube, y más, se empieza a acuñar el término «Fediverso» por primera vez, y esta red empieza a ganar usuarios.
Si bien no puede saberse con exactitud debido a la naturaleza descentralizada del Fediverso, y los registros más precarios de estos años, lo más probable es que antes del 2020, el Fediverso contase con menos de 100 000 usuarios activos mensuales.
El Fediverso continuó ganando usuarios a un ritmo estable, llegando a tener unos 500 000 usuarios activos mensuales.

### 2022 - Elon Musk compra Twitter
Cuando Elon Musk adquirió Twitter en 2022, el Fediverso adquirió una cantidad de usuarios nunca vista hasta el momento en esta red, principalmente de usuarios que se unían a Mastodon. En este momento, solo el propio Mastodon pasó de albergar unos 500 000 usuarios activos mensuales a alcanzar los 2 500 000 usuarios activos.
Elon Musk decidió bloquear los posts de Twitter con enlaces a Mastodon, y cerrar la cuenta oficial de Mastodon en Twitter.
En este momento el Fediverso llamó la atención de usuarios y entidades. Sin embargo, este pico de popularidad no contó con la proyección que algunos esperaban, ya que su base de usuarios activos mensuales volvió a estabilizarse de nuevo sobre 1 000 000. El creador de Mastodon, Eugen Rochko, mencionó en una entrevista que le parecía normal y no le preocupaba, ya que no esperaban retener un 100 % de todos los nuevos usuarios.
- Tumblr anunciaría soporte para federar con ActivityPub en 2022 aunque en la actualidad aún no lo ha hecho.[45]
- La Unión Europea anunció que iba a tener presencia en el Fediverso, aunque canceló la iniciativa el 26 de abril de 2024.[46]
- La Fundación Mozilla anunció la creación de un servidor de Mastodon en 2023,[47] aunque cerró el servidor el 17 de diciembre de 2024.[48]
- Vivaldi creó su propia instancia de Mastodon en 2022.[49]

### Desde 2023 hasta la actualidad
La cantidad de usuarios del Fediverso se ha mantenido relativamente estable alrededor de 1 000 000 de usuarios activos mensuales, actualmente cuenta con alrededor de 1 250 000 usuarios activos mensuales.
La adopción de ActivityPub ha ido en aumento por parte de distintos softwares:
- Flipboard que integra federación con ActivityPub en 2023.[51]
- Medium crea su propia instancia de Mastodon en 2023.[52]
- Wordpress integra federación con ActivityPub en 2023.[53]
- Meta Platforms integra federación con ActivityPub en Threads en 2024.[54]
- Ghost integra federación con ActivityPub en 2024.[55][56]

El software del Fediverso ha seguido desarrollándose y expandiéndose:
- Lemmy vio aumentar marcadamente popularidad en 2023 a causa de las potestas por el cambio de políticas respecto a la API de Reddit.[57][58]
- Mas plataformas del Fediverso empiezan a tener aplicaciones oficiales para teléfonos inteligentes como PeerTube en 2025,[59][60] y Pixelfed en 2025.[61]